# 遊佐町営バス
遊佐町営バス（ゆざちょうえいバス）は、山形県飽海郡遊佐町にて運行しているコミュニティバスである。

## 沿革
- 1983年4月1日 - 白井新田行、杉沢行、白木行3路線にて運行開始。
- 2008年4月1日 - 「デマンドタクシー」運行開始に伴い、昼間の運行を縮小、朝夕はJR列車との接続便を増発。
- 2013年4月1日 - ゆざ交通羅漢線及び遊佐線の廃止に伴い、茂り松線を新設。
- 2013年7月1日 - 運行をゆざ交通への業務委託から町直営に切り替え[1]。
- 2013年11月1日 - 町営バスをスクールバスに一本化し、同時に無料化[2]。

## 概要
- 日曜、祝日及び12月29日～1月3日の間は全便運休。土曜及び学校休業期間中は一部便のみ運行。
- 定期便は一般の方も無料で乗車可能だが、時刻表にない臨時便には乗車不可。

## 路線
以下の路線がある。
広野線
- エルパ前 - 遊佐駅前 - 遊佐中学校前 - 上吉出 - 蚕桑 - 藤井 - 広野新田

蕨岡線
- エルパ前 - 遊佐駅前 - 遊佐中学校前 - 上小松 - 蕨岡小学校 - 杉沢比山伝承館前 - 月の原

十里塚線
- エルパ前 - 遊佐駅前 - 遊佐中学校前 - 大井 - 西遊佐公民館前 - 下藤崎公民館 - 十里塚 - 白木

箕輪線
- 遊佐小学校前 - 遊佐駅前 - エルパ前 - 遊佐中学校前 - 下野沢 - 東山 - 下山崎 - 落伏 - 箕輪

吹浦線
- エルパ前 - 遊佐駅前 - 遊佐中学校前 - 北宮田 - 菅原医院前 - 吹浦駅前

女鹿線
- 遊佐駅前 - エルパ前 - 遊佐中学校前 - 富岡 - 北目 - 大正村 - 菅里体育館前 - 中菅野 - 湯ノ田 - 女鹿

小野曽線
- エルパ前 - 遊佐駅前 - 遊佐中学校前 - 下江地第1 - 南山 - 国土交通省検査所前 - 横町 - 小野曽

稲川線
- 藤崎小学校前第1 - 千本柳

茂り松線
- エルバ前 - 遊佐駅前 - 遊佐中学校前 - 藤崎小学校前第2 - 中藤崎 - 茂り松 - 鳥海学園前 
  - 廃止になったゆざ交通羅漢線及び遊佐線の代替バスとして2013年4月1日運行開始。

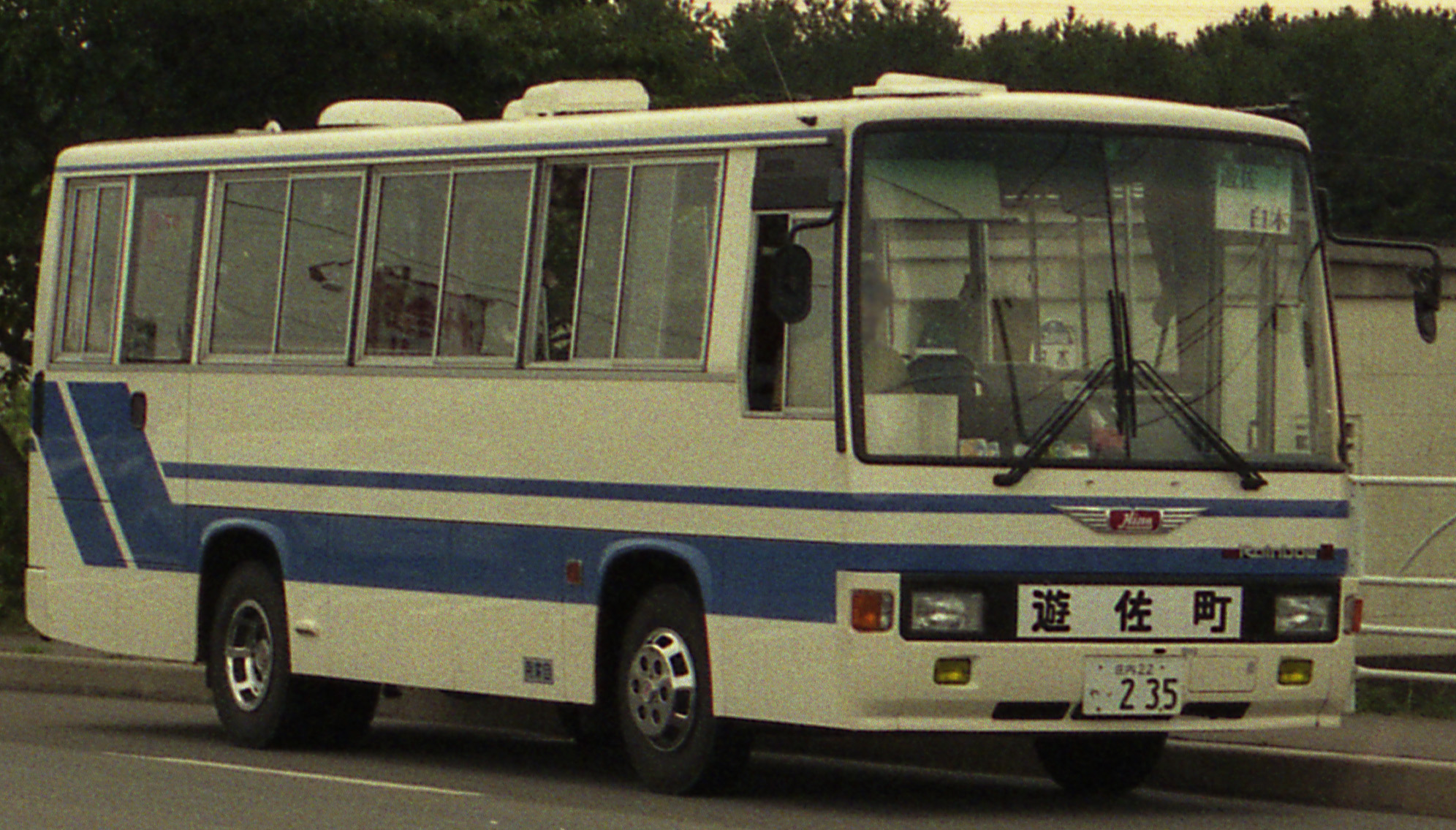
1996年当時の車両（白木線）